# Disteniidae
I Disteniidi (Disteniidae Thomson, 1860) sono una piccola famiglia di insetti cerambicoidei, vagamente simili per aspetto ai cerambicidi lepturini del genere Stenocorus, ma dotati lunghe antenne sottili e talvolta colori metallici.

## Morfologia

### Adulto
Gli adulti, di aspetto lepturoide, hanno come questi (tranne poche eccezioni) l'area stridulatoria divisa, tuttavia la testa è estremamente corta, le mandibole fortemente ricurve e le coxe anteriori globose.

Le antenne sono lunghe e quasi filiformi nella maggior parte dei generi; nel genere malgascio Nethinius, anche dotate di lunghissime ciglia.

### Larva
Le maggiori differenze sono tuttavia nella morfologia delle larve, in quanto queste presentano - a differenza di tutti gli altri Cerambycoidea - la cuticola del prosterno collegata al mento invece che alla gola.

Per quasi tutti gli altri aspetti, esse sono simili a quelle dei Lepturinae.

## Biologia
Gli adulti hanno perlopiù comportamento notturno, alcune specie (Nethinius) possono essere tuttavia raccolte battendo le piante sulle quali vivono.

Il fatto che molti esemplari vengano raccolti con arti mutilati ha suggerito l'esistenza di un carattere aggressivo e di lotte infraspecifiche per la conquista della femmina

Le larve sono xilofaghe e attaccano legno o radici legnose di latifoglie.

## Distribuzione
La famiglia, originaria del Gondwana, comprende oltre 300 specie distribuite in tutte le regioni dell'emisfero australe, mentre risulta scarsamente presente in quello boreale.

In particolare, solo pochissime specie riescono a raggiungere in Nord America e nessuna è presente in Europa.

Viceversa, il Madagascar è estremamente ricco di specie, soprattutto del genere endemico Nethinius.

## Sistematica
I Disteniidae furono inseriti da Lacordaire nei Cerambycides, quando questo gruppo comprendeva tutti i cerambicidi allora conosciuti tranne i Lamiinae e i Prioninae.

LeConte & Horn (1883) li inclusero nei Lepturinae, notando tuttavia la loro particolare primitività. Gahan li elevò a sottofamiglia  suggerendo che il gruppo poteva anche meritare l'elevazione al rango di famiglia, cosa che fu formalizzata da Linsley già nel 1961, accettata dagli autori successivi. e solo raramente contestata.
La famiglia si suddivide in 4 tribù:
- Cyrtonopini Gressitt, 1940
- Disteniini Thomson, 1861
- Dynamostini Lacordaire, 1868
- Heteropalpini Villiers, 1961, 1980